# ورق (فیلم ۱۹۵۲)
ورق (انگلیسی: The Card) فیلمی بریتانیایی به کارگردانی رونالد نیم است که در سال ۱۹۵۲ منتشر شد.

## بازیگران
- الک گینس
- پتولا کلارک
- والری هابسن
- گلینیس جونز
- ادوارد چاپمن
- جوان هیکسون